# Banyupelle
Banyupelle is een bestuurslaag in het regentschap Pamekasan van de provincie Oost-Java, Indonesië. Banyupelle telt 9342 inwoners (volkstelling 2010).